# Negros Oriental

Negros Oriental

Negros Oriental – prowincja na Filipinach w regionie Central Visayas, położona w południowo-wschodniej części wyspy Negros.
Od północy i zachodu graniczy z prowincją Negros Occidental. Od wschodu poprzez Cieśninę Tanon graniczy z prowincją Cebu. Powierzchnia: 5385,5 km². Liczba ludności: 1 231 904 mieszkańców (2007). Gęstość zaludnienia wynosi 228,7 mieszk./km². Stolicą prowincji jest Dumaguete.